# Parque nacional del mar de Frisia de Schleswig-Holstein
El parque nacional del mar de Frisia de Schleswig-Holstein (en alemán, Nationalpark Schleswig-Holsteinisches Wattenmeer) es un parque nacional en la zona de Schleswig-Holstein del mar de Frisia alemán. Fue creado por el Parlamento de Schleswig-Holstein el 1 de octubre de 1985 por la Ley de parque nacional de 22 de julio de 1985 y se extendió significativamente en 1999. Junto con el parque nacional del mar de Frisia de Baja Sajonia, el parque nacional del mar de Frisia hamburgués y aquellas partes del estuario del Elba que no son reservas naturales, forma la parte alemana del mar de Frisia. Además de ser una reserva de la biosfera, junto con otras zonas del mar de Frisia de Alemania y los Países Bajos, es un lugar Patrimonio de la Humanidad desde el 26 de junio de 2009.

## Parque nacional

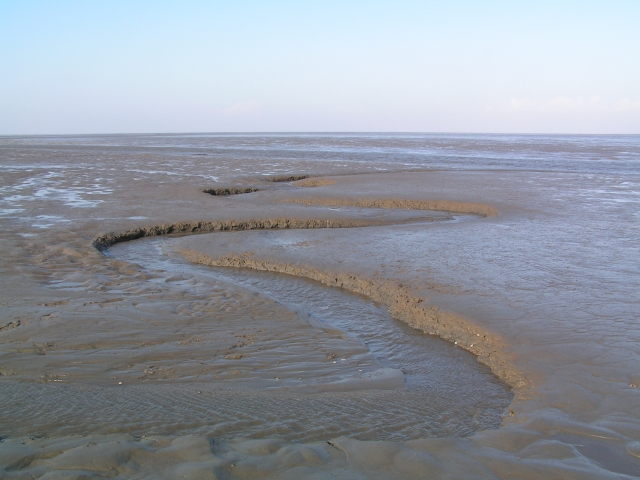
Planicie de marea en el Parque nacional del mar de Frisia de Schleswig-Holstein.

El parque nacional se extiende desde la frontera marítima entre Alemania y Dinamarca en el norte hacia abajo hasta el estuario del Elba en el sur. En la zona frisia septentrional, incluye las llanuras de marea alrededor de las islas Frisias septentrionales y las Hallig (islas sin diques). Hay llanuras de marea de 40 kilómetros de ancho en algunos lugares. Más al sur hay zonas de llanura que contienen bancos de arena particularmente grandes. Además de las plantas y animales que son típicos de todo el mar de Frisia, pueden verse en la zona de Schleswig-Holstein grandes cantidades de marsopas, tarros y zosteras.
Con una superficie de 4.410 km ² es de lejos el parque nacional más grande de Alemania. Alrededor del 68% de su superficie está permanentemente por debajo del mar y el 30% se queda seco periódicamente. El elemento terrestre está formado principalmente por marismas de agua salobre.

## Reserva de la biosfera
Desde el año 1990, el parque nacional, incluyendo las Hallig frisias del norte, ha sido designado reserva de la biosfera por la Unesco con el nombre de mar de Frisia y las islas Hallig de Schleswig-Holstein. Fue ampliado y renombrado en el año 2004. El punto central se encuentra en 53°59′56″N 8°16′2″E / 53.99889, 8.26722 Los límites externos se encuentran en 54°29′5″N 8°33′15″E / 54.48472, 8.55417 y 55°6′16″N 9°1′1″E / 55.10444, 9.01694 Tiene una altitud que va desde los 15 metros bajo el nivel del mar hasta los 5,5 metros por encima del nivel del mar. Lo administra la oficina estatal para el parque nacional del mar de Frisia de Schleswig- Holstein. Tiene una extensión de 443.100 hectáreas. La zona núcleo tiene 157.000 hectáreas, la zona tampón tiene 284.000 hectáreas y la zona de transición 2.100 hectáreas. El principal ecosistema es costero marítimo. Los principales hábitats son marismas de agua salobre a lo largo de las costas del continente y de las islas, así como en las islas Hallig; playas, dunas y arenales; llanuras de marea con arroyos y canales.
Toda la región está habitada, habiendo más localidades en la zona de transición y menos en la zona núcleo. La zona de transición queda dentro del distrito de Nordfriesland en los distritos de Pellworm y Nordstrand e incluye los municipios de Hooge, Langeneß/Oland, Gröde y Nordstrandischmoor.

### Literatura
- Common Wadden Sea Secretariat (CWSS) (Hrsg.): Nomination of the Dutch-German Wadden Sea as World Heritage Site. 2008 als PDF
- Landesamt für den Nationalpark Schleswig-Holsteinisches Wattenmeer (Hrsg.): Wattenmeermonitoring 2000 – Schriftenreihe des Nationalparks Schleswig-Holsteinisches Wattenmeer, Sonderheft, Tönning 2001
- Landesamt für den Nationalpark Schleswig-Holsteinisches Wattenmeer (Hrsg.): SÖM-Bericht 2008 als pdf (enlace roto disponible en Internet Archive; véase el historial, la primera versión y la última).
- Landesamt für den Nationalpark Schleswig-Holsteinisches Wattenmeer / Landesamt für den Nationalpark Niedersächsisches Wattenmeer / Umweltbundesamt (Hrsg.): Umweltatlas Wattenmeer. Bd. 1 (Nordfriesisches und Dithmarscher Wattenmeer), Verlag Ulmer, Stuttgart, ISBN 3-8001-3492-6
- Ministerium für Landwirtschaft, Umweltschutz und Ländliche Räume des Landes Schleswig-Holstein (MLUL) (Hrsg.): Bericht zur Überprüfung des Biosphärenreservats Schleswig-Holsteinisches Wattenmeer und Halligen durch die UNESCO. Berichtszeitraum 1990 bis 2005. Juni 2005 als pdf (enlace roto disponible en Internet Archive; véase el historial, la primera versión y la última).
- Dirk Legler: Die Organisation deutscher Nationalparkverwaltungen. Nomos, Baden-Baden 2006, ISBN 3-8329-1978-3
- Martin Stock et. al.: Salzwiesen an der Westküste von Schleswig-Holstein 1986–2001. Boyens Buchverlag, Heide 2005, ISBN 3-8042-0703-0
- Nationalparkverwaltung Schleswig-Holsteinisches Wattenmeer

### Filmografía
- Im Nationalpark Wattenmeer. Documental, 45 min., Alemania, 1998, de Jens-Uwe Heins y Michael Sutor; produccióm: Komplett-Media-GmbH, Grünwald (ISBN 3-89672-492-4), Breve descripción por el ARD